# Curling-Weltmeisterschaft 2011
Die Curling-Weltmeisterschaft 2011 wurden räumlich und zeitlich getrennt ausgetragen.
- Die Curling-Weltmeisterschaft der Damen 2011 fand vom 18. bis 27. März in Esbjerg in Dänemark statt.
- Die Curling-Weltmeisterschaft der Herren 2011 fand vom 2. bis 10. April in Regina in Kanada statt.
- Die Curling-Mixed-Doubles-Weltmeisterschaft 2011 fand vom 16. bis 23. April in St. Paul in den USA statt.